# Amandola
Amandola (im örtlichen Dialekt: Amàndola bzw. La Mannola) ist eine italienische Gemeinde (comune) mit 3239 Einwohnern (Stand 31. Dezember 2023) in der Provinz Fermo in den Marken.

## Geographie

Die Lage von Amandola in der Provinz Fermo

Die Gemeinde liegt etwa 45 Kilometer südwestlich von Fermo, etwa 33 Kilometer nordwestlich von Ascoli Piceno und etwa 36 Kilometer südsüdwestlich von Macerata am Parco nazionale dei Monti Sibillini. Amandola grenzt unmittelbar an die Provinz Macerata und die Provinz Ascoli Piceno.

## Geschichte
Die Gemeinde und Ortschaft Amandola entstand 1248 aus dem Zusammenschluss der Ortschaften (bzw. Befestigungsanlagen) Agello, Leone und Marrubino.

## Verkehr
In der Gemeinde verlief die frühere Strada Statale 78 Picena Richtung Ascoli Piceno, zugleich endete hier die frühere Strada Statale 210 Fermana Faleriense. Beides sind heute Provinzstraßen. Die Schmalspur-Bahnstrecke (950 mm) Porto San Giorgio–Amandola ist seit 1956 geschlossen.